# Eldon Lee Edwards
Eldon Lee Edwards (* 8. Juni 1909 in Georgia; † 1. August 1960 ebenda) war ein US-amerikanischer Ku-Klux-Klan-Führer.

## Engagement im Ku-Klux-Klan
Anfang der 1950er, nach einer längeren Pause, erstarkte der Ku-Klux-Klan in den Vereinigten Staaten wieder. Ein Gerichtsentscheid des Supreme Court 1954 über die Aufhebung der Segregation an Schulen (Brown v. Board of Education) empörte einen Teil der weißen Bevölkerung in den Südstaaten.
Ein Jahr vorher gründete Eldon Edwards, ein Automobil-Lackierer bei General Motors, die US Klans, Knights of the Ku Klux Klan in Atlanta, Georgia. Diese versammelten die Reste der früheren Association of Georgia Klans, die vorher unter der Führung von Samuel Roper standen.
Im September 1956 war er Veranstalter einer der größten Klankundgebungen seiner Zeit. Etwa 3.000 Klansmen versammelten sich am Stone Mountain, der Geburtsstätte des zweiten Klans 1915.
Am 5. März 1957 trat Eldon Edwards in einer Talkshow von Mike Wallace auf. Eldon versuchte den Klan als eine soziale Wohltätigkeitsorganisation darzustellen. Dennoch geschahen auch unter seiner Führung Ausschreitungen, vor allem Einschüchterungsversuche gegen Afroamerikaner und Bürgerrechtler.
Bis 1958 konnte Edwards’ zwischen 12.000 und 15.000 Mitglieder gewinnen. Damit wurde die Gruppe zum größten Klan seiner Zeit. Als Edwards im Jahr 1960 an einem Herzinfarkt verstarb, verfiel der Klan und ging zu einem Großteil in den United Klans of America von Robert Shelton auf.